# Maxime da Cruz
Maxime da Cruz est un universitaire béninois au département des sciences de langage et de la communication de la faculté des lettres, langues, art et communication (FLLAC).

## Biographie
Ancien vice-recteur sous le professeur Brice Sinsin, Maxime da Cruz devient le nouveau recteur de l'université d'Abomey-Calavi.
En effet au terme d'un second tour des élections le 8 novembre 2017, sa liste "nouvelle vision" vient en tête avec 65,50 %. Il devient ainsi le recteur de l'université. Son équipe et lui prennent fonction le 18 décembre 2017 pour un mandat de 3 ans,. À la fin de son mandat, il est maintenu dans ses fonctions jusqu’à la nomination du nouveau recteur en 2021. Car, une réforme est votée et les nouveaux ne seront plus élus mais nommés par le gouvernement béninois,. Le 15 octobre 2021, il passe officiellement la main à son successeur Félicien Avlessi,,.